# 芬德萊嶺
芬德萊嶺（英語：Findlay Ridge）是南極洲的山嶺，位於維多利亞地的斯科特海岸，屬於丹頓山脈的一部分，海拔高度750米，以新西蘭的地質學家命名，現時由南極條約體系管理。

## 外部連結
. . United States Geological Survey.   [2012-03-22].
78°8′S 164°0′E / 78.133°S 164.000°E